# 1992 en Europe
Chronologie de l’Europe
- 1988
- 1989
- 1990
- 1991
- 1992
- 1993
- 1994
- 1995
- 1996

Cet article concerne le continent européen, sauf la France, la Belgique, l'Italie et la Suisse, qui disposent d'articles détaillés.

## Janvier
- 3 janvier (Guerre de Croatie) : cessez-le-feu entre la Croatie et la Serbie[1]. La Croatie perd plus du tiers de son territoire. Dubrovnik est détruite.
- 13 janvier : réélection de Mário Soares à la présidence de la république au Portugal.
- 15 janvier : la CEE reconnaît l'indépendance de la Slovénie et de la Croatie.
- 30 janvier : Tiit Vähi devient Premier ministre par intérim en Estonie.

## Février
- 7 février : signature du traité de Maastricht.
- 11 février : collision entre deux sous-marins, l'un américain, l'autre russe, près de Mourmansk en Russie.
- 16 février : 4 combattants de l'IRA provisoire sont abattus dans une embuscade du Special Air Service.
- 29 février :  référendum sur l'indépendance de la Bosnie-Herzégovine.
- Février : en Lituanie, la popularité de la coalition Sąjūdis s’effrite à cause de batailles politiques internes, d’une crise économique sévère provoquée par l’interruption des liens commerciaux avec les ex-républiques soviétiques et de mauvaises relations avec les pays voisins. Le Parti lituanien démocrate du travail (PTDL, ancien Parti communiste de Lituanie) remporte la majorité des sièges au Seimas en février.

## Mars
- 1er mars : déclaration d’indépendance de la Bosnie-Herzégovine à la suite d'un référendum où les Serbes (un tiers de la population) ont boycotté les urnes. La guerre se déplace sur son territoire.
- 17 mars : les troupes britanniques quittent définitivement Gibraltar.
- 22 mars : l'opposition remporte les premières élections libres en Albanie. Défaite du Parti socialiste albanais aux législatives. Les « démocrates » sont majoritaires au Parlement.

## Avril
- 2 avril : Sali Berisha devient président en Albanie à la place de Ramiz Alia, avec un programme d’économie de marché et de privatisations. Le système communiste et renversé, mais les socialistes refont surface en été lors des élections locales, alors que le pays s’enfonce dans la crise et que le camp démocrate se déchire.
- 6 avril : 
  - Début de la guerre de Bosnie-Herzégovine (fin en août 1995). Les Serbes de Bosnie-Herzégovine appuyés par l’armée « yougoslave » de Milosevic conquièrent 70 % de la Bosnie-Herzégovine en quelques mois et constituent une république qui entend faire sécession pour se rattacher à la Serbie. L’ONU condamne la Yougoslavie comme l’agresseur de la Bosnie-Herzégovine.
  - La CEE reconnaît l'indépendance de la Bosnie-Herzégovine[2].
- 9 avril : élections générales au Royaume-Uni, victoire du parti conservateur.
- 27 avril : la Serbie et le Monténégro s’unissent pour former la République fédérale de Yougoslavie.

## Mai
- 21 mai :
  - Création de l'Eurocorps (35 000 à 45 000 hommes).
  - Accord des Douze sur la politique agricole commune.
  - Élaboration de la directive 92/43/CEE concernant la conservation des habitats naturels ainsi que des espèces de faune (biologie) et de la flore sauvages, dite Directive Habitats Faune Flore.
- 22 mai : admission de la Croatie, de la Slovénie et de la Bosnie-Herzégovine au sein de l'ONU.
- 27 mai : constitution de l'État libre de Saxe en Allemagne.
- 30 mai :
  - La Bosnie-Herzégovine rejoint les Nations unies.
  - L'ONU vote un embargo commercial contre la Yougoslavie qui se révèle rapidement poreux.

## Juin
- 2 juin : référendum au Danemark : malgré un vote favorable au Parlement, 50,7 % des Danois refusent le traité de Maastricht.

## Juillet
- 9 juillet : sommet de la CSCE (52 pays) à Helsinki.
- 18 juillet : Neil Kinnock est remplacé par John Smith à la tête des travaillistes au Royaume-Uni.
- 23 juillet : le Parlement du Royaume-Uni ratifie les accords de Maastricht.
- 25 juillet au 9 août : Jeux olympiques d'été à Barcelone.

## Août
- 2 août : révélation sur la création de camps de concentration par les Serbes en Bosnie-Herzégovine, début de l'« épuration ethnique ».

## Septembre
- 16 septembre : crise monétaire en Europe[3]. La lire, la peseta et l’escudo sont dévalués. Le franc résiste grâce à l’aide de l’Allemagne. La Livre sterling doit quitter le SME face aux assauts des spéculateurs.
- 20 septembre : référendum sur le traité de Maastricht en France, courte victoire du OUI (51,05 % des votants).
- 22 septembre : la République fédérale de Yougoslavie (Serbie-Monténégro) est exclue de l’Assemblée générale des Nations unies. L’ONU ne reconnaît pas la nouvelle république comme successeur de la République fédérative socialiste de Yougoslavie, laquelle a cessé d'exister, laissant au nouvel État la possibilité de présenter sa candidature en son nom propre. Le Premier ministre fédéral, Milan Panić (en) semble décidé à suivre cette voie (octobre), mais ses adversaires politiques en profitent pour l’éliminer.
- 25 septembre : ouverture du Canal Main-Danube en Allemagne.
- 28 septembre : début des émissions d'Arte, chaîne de télévision généraliste franco-allemande de service public à vocation culturelle européenne, dans le cadre d'un groupement européen d'intérêt économique. Jérôme Clément en est le premier président.

## Octobre
- 4 octobre : un avion cargo de la compagnie aérienne El Al s'écrase dans la banlieue d'Amsterdam, faisant 43 morts.
- 25 octobre : premier tour des élections législatives en Lituanie.
- 30 octobre : des violences ethniques éclatent entre Ossètes et Ingouches en Russie.

## Novembre
- 4 novembre : Ion Iliescu, réélu président de Roumanie, nomme un nouveau gouvernement dirigé par Nicolae Văcăroiu et dominé par le Front démocratique du salut national (FDSN), l’un des deux partis issus de la scission du Front de salut national.
- 15 novembre : second tour des élections législatives en Lituanie.
- 20 novembre : un incendie endommage le Château de Windsor en Angleterre.
- 25 novembre :
  - élections générales en Irlande ;
  - Algirdas Brazauskas devient président de la République de Lituanie par intérim.

## Décembre
- 6 décembre : à la suite d'un référendum, la Suisse refuse de ratifier l'Espace économique européen.
- 31 décembre : fin de l'existence de la Tchécoslovaquie, scindée en République tchèque et Slovaquie.